# ويسكي بوربون

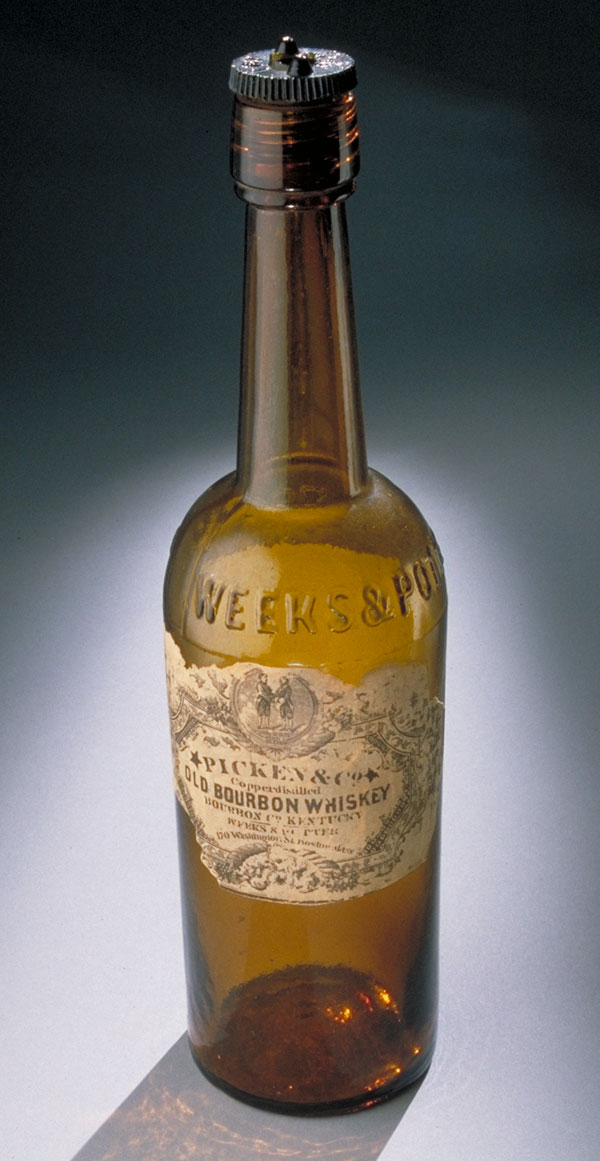
قارورة ويسكي بوربون تعود إلى القرن التاسع عشر

ويسكي بوربون (بالإنجليزية: Bourbon whiskey)‏ هو شراب ويسكي أمريكي مصنوع من الذرة.
قُطّر هذا الشراب الكحولي أول مرة في القرن الثامن عشر؛ ولتسميته جذور تعود في النهاية إلى آل بوربون.